# Andrias scheuchzeri
Andrias scheuchzeri är en utdöd art jättesalamandrar som levde under tertiär, för omkring 5-20 miljoner år sedan.
Fossil av Andrias scheuchzeri har påträffats i Baden. Johann Jakob Scheuchzer beskrev 1726 fossil av salamandern och tolkade dessa som "kvarlevorna av en i syndafloden ömkligen omkommen människa" och beskrev som Homo diluvii testis.